# Santa Viola
Santa Viola è un ex quartiere di Bologna, ora zona statistica facente parte del quartiere Borgo Panigale-Reno.

## Etimologia
Il toponimo Veula, Veola è documentato nella zona sin dal XII secolo e denominava una chiesa dedicata a Santa Maria, posizionata nei pressi del Pontelungo a sud della Via Emilia, poi distrutta da una piena del Reno. Viòla indicava originariamente una piccola via, e solo successivamente divenne Santa Viola per confusione con la chiesa (Sancta Maria de Viola) e passò a designare la zona a nord della via Emilia e ad est del Reno.

## Storia
Con il toponimo di "Santa Viola" in passato si indicava un'area più ampia di quella descritta nella suddivisione amministrativa degli anni '60, arrivando a comprendere anche la zona Saffi fino a Porta San Felice e a sud l'area della parrocchia di San Paolo di Ravone, oggi nella zona Costa-Saragozza.
Fino agli inizi del Novecento era ancora una zona di campagna, connotata dalla presenza di ville e vasti giardini annessi; tra il XVII e il XIX secolo nel territorio vennero costruite dodici ville nobiliari, tutte scomparse entro gli anni '50 del Novecento eccetto una. L'area di Santa Viola apparteneva alla frazione di Bertalia, una delle sei frazioni del suburbio di Bologna.
Nell'area dell'attuale quartiere esistevano due centri abitati, il Pontelungo in prossimità del ponte sul Reno e un altro più ad est, in prossimità dell'oratorio di San Barnaba. Questo oratorio sorgeva sulla via Emilia Ponente ed era citato già nel 1295; abbattuto negli anni '50, fu per lungo tempo la chiesa di riferimento per gli abitanti di Santa Viola.
Nel 1941 venne eretta dall'arcivescovo Nasalli Rocca la parrocchia di Cristo Re a servizio del quartiere, mentre nel 1947 venne costruita la casa del popolo intitolata al partigiano Nerio Nannetti. Nel 1985 con la riforma dei quartieri Santa Viola venne aggregata alla Barca, costituendo il nuovo Quartiere Reno.
Dopo il boom economico ci fu un processo di deindustrializzazione dell'area e una più generica trasformazione dell'ambiente urbano, che ha visto a partire dagli anni 2010 l'insediamento di importanti centri culturali come l'Opificio Golinelli o il MAST.

## Società
abitanti censiti

## Economia
All'inizio del XX secolo si verificò nella zona di Santa Viola un forte sviluppo industriale, cui capostipite furono le Fonderie Parenti, qui stabilitesi nel 1908. Attorno all'asse di via Emilia Ponente infatti prese forma un distretto industriale che vide un grosso impulso con la prima guerra mondiale e le committenze militari, per poi crescere ancora tra le due guerre. Nel 1920 infatti le Parenti si fusero con la Calzoni che col tempo si specializzarono in turbine e impianti idraulici, e successivamente si stabilirono qui industrie importanti come la G.D e la SABIEM.

## Geografia antropica
Il quartiere si estende su di un'area grossomodo quadrangolare e ben definita: ad ovest dal fiume Reno, a nord dalla ferrovia, ad est dall'Asse attrezzato (Viali Sabena-Pertini) e a sud da Viale Togliatti. Gli assi viari principali sono costituiti da via Emilia Ponente, in direzione est-ovest, e da via Battindarno, in direzione nord-sud.
Il toponimo "Santa Viola" fino agli anni '60 del Novecento indicava solamente le abitazioni della parte orientale del quartiere, poiché la zona in prossimità del ponte sul Reno prendeva il nome di Pontelungo. A causa dell'intensificazione edilizia della zona non esiste più soluzione di continuità tra i due vecchi abitati.
Pontelungo
Antico agglomerato posto in prossimità dell'omonimo ponte sulla via Emilia, sulla riva ovest del Reno. Questo nucleo urbano fino agli inizi del Novecento era caratterizzato da attività artigianali ed estrattive; la cava di sabbia e ghiaia dal greto del fiume era l'attività prevalente tra la popolazione del Pontelungo, assieme alle mansioni di trasporto dei cosiddetti birocciai, ovvero i trasportatori di merci tramite il biroccio.